# Гибсон, Ральф
Ральф Гибсон (англ. Ralph Gibson; 16 января 1939, Лос-Анджелес, США) — американский фотограф.

## Биография
Гибсон занимался изучением фотографии с 1956 го по 1960 года во время службы в военно-морских силах США. По окончании службы он в Сан-Франциско слушал лекции с 1960 по 1961 год в институте искусств. В 1962 году Гибсон стал помощником известного фотографа Дороти Ланг. В 1969 году Ральф переехал в Нью-Йорк, там он начал ассистировать Роберту Франку, который работал над фильмом «Я и мой брат». В том же году Гибсон основал издательский дом «Лэстрэм пресс», в котором он занимался издательством свои собственных книг, а также книг других фотографов. В начале своего творческого пути Гибсон в основном сосредоточил свое внимание на черно-белой фотографии. Он предпочитал использовать зернистую пленку, для того чтобы сильнее передать в своих работах графический эффект. Гибсон отдавал предпочтение сюрреалистическим и фантастическим сценам, которые она сам же и создавал используя различные предметы. Также он предпочитал использовать широкоугольные объективы для пространственных искажениях в своих снимках, позволяющих акцентировать внимание на напряжении и динамике.